# فک گوش‌دار
به هر یک از گونه‌های خانواده فکان گوش‌دار (فک‌های گوش‌دار) (Otariidae)، فک گوش‌دار گفته می‌شود.
فکان گوش‌دار تیره‌ای از راستهٔ گوشت‌خوارسانان است که باله‌های شنای جلوِ آنها بزرگ و برای حرکت در زیر آب مناسب است و سری شبیه به سگ دارند و می‌توانند بر روی زمین راه بروند و بدوند.